# Нагоя (комбінат)
Комбінат Нагоя, також Нагоя сейтецу-сьо (яп. 名古屋製鐵所, або 新日鐵住金名古屋製鐵所) — металургійний комбінат в Японії, у місті Токай, біля Нагоя, що на південному сході острова Хонсю. Розташований на березі затоки Ісе. Став до ладу 1958 року. Один з 13 металургійних комбінатів Японії з повним виробничим циклом. Належить компанії Nippon Steel & Sumitomo Metal Corporation.
На комбінаті у 2012 році працювало 2994 людини, річна виплавка сталі становила 6247 тис. т.

## Історія
Комбінат став до ладу 1958 року.

## Сучасний стан
Комбінат є одним з 13 металургійних комбінатів Японії з повним виробничим циклом. Площа комбінату — 6,432 км². Станом на 2012 рік на комбінаті працювало дві доменних печі — № 1 корисним об'ємом 5443 м³, № 3 — 4300 м³. у сталеплавильному цеху № 1 працювало три 160-тонних кисневих конвертора, у сталеплавильному цеху № 2 працювали три 270-тонних кисневих конвертора, сталь розливалася на двох установках безперервного розливання сталі. На комбінаті діє один слябінг. Комбінат випускає сортопрокат і листопрокат. У прокатному виробництві експлуатуються стани холодної і гарячої прокатки. На комбінаті у 2012 році працювало 2994 людини, було виплавлено 6247 тис. т сталі.